# Peloponeška vojna
Peloponeška vojna je bila vojna med Atenami z zavezniki in Šparto z zavezniki, ki je trajala 27 let, z začetkom leta 431 pr. n. št.

## Zgodovinski viri
Glavni zgodovinski vir za večino vojne je podroben opis Tukididove Zgodovine peloponeške vojne. Navaja, da je svojo zgodovino začel pisati takoj, ko je izbruhnila vojna, podatke pa črpal iz pripovedi iz prve roke, vključno z dogodki, ki jim je bil sam priča. Atencec, ki se je boril v zgodnjem delu vojne, je bil Tukidid izgnan leta 423 pr. n. št. in se naselil na Peloponezu, kjer je preživel preostanek vojne, zbiral vire in pisal svojo zgodovino. Učenjaki menijo, da je Tukidid zanesljiv in nevtralen med obema stranema. Delna izjema so dolgi govori, o katerih poroča, za katere Tukidid priznava, da niso točni zapisi povedanega, ampak njegova interpretacija predstavljenih splošnih argumentov. Pripoved se začne nekaj let pred vojno, pojasnjuje, zakaj se je začela, nato pa poroča o dogodkih iz leta v leto. Glavna omejitev Tukididovega dela je, da je nepopolno: besedilo se nenadoma konča leta 411 pr. n. št., sedem let pred koncem vojne.
Pripoved je nadaljeval Ksenofont, mlajši sodobnik, v prvi knjigi svoje Helenike (Ἑλληνικά, Helleniká). To neposredno sledi Tukididovemu zadnjemu stavku in zagotavlja podoben zapis o zaključku vojne in posledicah. Ksenofont, rojen v Atenah, je svojo vojaško kariero preživel kot plačanec, bojeval se je v Perzijskem cesarstvu in za Šparto v Mali Aziji, Trakiji in Grčiji. Zaradi teh dejanj je bil izgnan iz Aten, zato se je upokojil in živel v Šparti, kjer je okoli 40 let po koncu vojne napisal zgodovinopisno delo Helleniká. Njegovo poročilo na splošno velja za ugodno za Šparto.
Krajši opis celotne vojne ponuja sicilijanski zgodovinar Diodor Sicilski v 12. in 13. knjigi svoje Bibliotheca historica. Zdi se, da te knjige, napisane v 1. stoletju pr. n. št., v veliki meri (morda v celoti) temeljijo na prejšnji univerzalni zgodovini Eforja, ki je bila napisana v stoletju po vojni, ki je zdaj izgubljena.
Rimsko-grški zgodovinar Plutarh je v svojih Vzporednih življenjih (starogrško Βίοι Παράλληλοι, Bíoi Parállēloi; latinsko Vītae Parallēlae) napisal biografije štirih glavnih poveljnikov v vojni (Perikleja, Nikija, Alkibiada in Lizandra). Plutarh se je osredotočil na značaj in moralo teh mož, vendar poda nekaj podrobnosti o poteku vojne, ki niso zapisane drugje. Plutarh je svoje delo, napisano v 1. stoletju n. št., zasnoval na prejšnjih zapisih, ki so danes izgubljeni.
Bolj omejene informacije o vojni izhajajo iz epigrafike in arheologije, kot so obzidje Amfipolisa in Brasidov grob, izkopan v 20. stoletju. Nekatere stavbe in umetnine, ustvarjene med vojno, so preživele, kot sta tempelj Erehtejon in Hegesova grobna stela, oboje v Atenah; ti ne dajejo informacij o vojaški dejavnosti, vendar odražajo civilno življenje med vojno. Več dram Atenčana Aristofana je bilo napisanih in postavljenih med vojno (zlasti Mir (starogrško Εἰρήνη, Eirḗnē) in Lizistrata (starogrško Λυσιστράτη, Lysistrátē), vendar so to dela komične fikcije z malo zgodovinske vrednosti.

## Preludij
Tukidid je stanje pred vojno povzel kot: »Rast moči Aten in preplah, ki ga je to vzbudilo v Lakedemonu, sta naredila vojno neizogibno«. Skoraj 50 let pred vojno je zaznamoval razvoj Aten kot glavne sile v sredozemskem svetu. Imperij se je začel kot majhna skupina mestnih držav, imenovanih Delsko-atiška pomorska zveza – z otoka Delos, na katerem so hranili svojo zakladnico – ki so se oblikovale, da bi zagotovile konec grško-perzijskih vojn. Po zmagi nad drugo perzijsko invazijo na Grčijo leta 480 pr. n. št. so Atene vodile koalicijo grških mestnih držav, ki je nadaljevala grško-perzijske vojne z napadi na perzijska ozemlja v Egejskem morju in Joniji. Sledilo je obdobje, ki ga je Tukidid poimenoval Pentecontaetia, v katerem so Atene vse bolj postajale imperij, izvajale so agresivno vojno proti Perziji in vedno bolj prevladovale nad drugimi mestnimi državami. Atene so pod svojo oblast postavile vso Grčijo razen Šparte in njenih zaveznikov, s čimer se je začelo obdobje, ki se danes imenuje Atenski imperij. Do sredine stoletja so bili Perzijci pregnani iz Egejskega morja in prepustili nadzor nad velikimi ozemlji Atenam. Atene so močno povečale svojo moč; številni njeni nekdanji neodvisni zavezniki so bili tekom stoletja znižani na status podložnih držav Delske lige, ki so plačevale davek. Ta davek je bil uporabljen za financiranje močne flote in po sredini stoletja obsežnih javnih del v Atenah, kar je povzročilo nezadovoljstvo.
Trenja med Atenami in peloponeškimi državami, vključno s Šparto, so se začela zgodaj v Pentecontaetii. Po odhodu Perzijcev iz Grčije je Šparta poslala veleposlanike, da bi Atene prepričali, naj ne obnovijo obzidja, vendar je bila zavrnjena. Brez obzidja bi bile Atene brez obrambe pred kopenskim napadom in pod špartanskim nadzorom. Po Tukididu, čeprav Špartanci takrat niso ukrepali, so se »na skrivaj počutili oškodovane«. Spor med državama se je znova razplamtel leta 465 pr. n. št., ko je v Šparti izbruhnil upor helotov. Špartanci so poklicali sile iz vseh svojih zaveznikov, vključno z Atenami, da bi jim pomagali zatreti upor. Atene so poslale precejšen kontingent (4000 hoplitov), toda ob njegovem prihodu so to silo Špartanci odpustili, medtem ko so tistim vseh drugih zaveznikov dovolili, da ostanejo. Po Tukididu so Špartanci to storili iz strahu, da bi Atenci zamenjali stran in podprli helote; užaljeni Atenci so zavrnili zavezništvo s Šparto. Ko so bili uporniški heloti končno prisiljeni v predajo in so jim dovolili evakuacijo države, so jih Atenci naselili v strateškem mestu Naupaktos v Korintskem zalivu.
Leta 459 pred našim štetjem je prišlo do vojne med špartanskima zaveznikoma Megaro in Korintom, ki sta bila soseda Aten. Atene so izkoristile vojno, da so sklenile zavezništvo z Megaro, kar je Atenam omogočilo kritično oporo na Korintski ožini. Sledil je 15-letni spopad, splošno znan kot prva peloponeška vojna, v kateri so se Atene s prekinitvami bojevale proti Šparti, Korintu, Egini in številnim drugim državam. Med tem spopadom so Atene nekaj časa nadzorovale ne samo Megaro, ampak tudi Beocijo. Toda na koncu je množična špartanska invazija na Atiko prisilila Atene, da so odstopile ozemlja, ki so jih osvojile na grški celini, Atene in Šparta pa sta drug drugemu priznali pravico do nadzora svojih sistemov zavezništev. Vojna se je uradno končala s tridesetletnim mirom, podpisanim pozimi 446/445 pr. n. št.

## Razpad miru
Tridesetletni mir je bil prvič preizkušen leta 440 pr. n. št., ko se je močni zaveznik Aten Samos uprl zavezništvu z Atenami. Uporniki so si hitro zagotovili podporo perzijskega satrapa in Atene so se soočile z možnostjo uporov po vsem svojem imperiju. Špartanci, katerih posredovanje bi bilo povod za množično vojno, ki bi določila usodo imperija, so sklicali kongres svojih zaveznikov, da bi razpravljali o možnosti vojne z Atenami. Špartin močan zaveznik Korint je zlasti nasprotoval intervenciji in kongres je glasoval proti vojni z Atenami. Atenci so upor zatrli in ohranil se je mir.
Bolj neposredni dogodki, ki so pripeljali do vojne, so vključevali Atene in Korint. Po porazu s svojo kolonijo Korkiro, pomorsko silo, ki ni bila zaveznica ne Šparte ne Aten, je Korint začel graditi zavezniško pomorsko silo. Prestrašena Korkira je iskala zavezništvo z Atenami. Atene so se pogovarjale s Korkiro in Korintom ter sklenile obrambno zavezništvo s Korkiro. V bitki pri Siboti je majhen kontingent atenskih ladij igral ključno vlogo pri preprečevanju korintske flote, da bi zavzela Korkiro. Da bi ohranili tridesetletni mir, so Atenci dobili navodila, naj ne posredujejo v bitki, razen če je jasno, da bo Korint napadel Korkiro. Vendar pa so atenske ladje sodelovale v bitki in prihod dodatnih atenskih trirem je bil dovolj, da je Korinčane odvrnil od izkoriščanja njihove zmage, s čimer je bil prihranjen velik del poražene korkirske in atenske flote.
Po tem so Atene naročile Potideji na polotoku Halkidiki, ki je bila pritočna zaveznica Aten, vendar kolonija Korinta, naj poruši obzidje, pošlje talce v Atene, odpusti korintske sodnike s položaja in zavrne sodnike, ki bi jih poslal Korint. Ogorčeni Korinčani so Potidejo spodbudili k uporu in jim zagotovili, da se bodo povezali z njimi, če se bodo uprli iz Aten. Med kasnejšo bitko pri Potideji so Korinčani neuradno pomagali Potideji tako, da so v oblegano mesto vtihotapili kontingente mož, da bi ga pomagali braniti. To je neposredno kršilo tridesetletni mir, ki je določal, da bosta Delska zveza in Peloponeška zveza medsebojno spoštovali avtonomijo in notranje zadeve.
Nadaljnja provokacija so bile Atene leta 433/432 pr. n. št., ki so uvedle trgovinske sankcije megarskim državljanom (ponovno špartanski zaveznik po prvi peloponeški vojni). Domnevali so, da so Megarci oskrunili Hiero Orgas ('sveti travnik' - mesto, vsaj dveh spopadov med Atenami in Megaro). Teh sankcij, znanih kot megarski dekret, Tukidid večinoma ni upošteval, vendar so nekateri sodobni ekonomski zgodovinarji ugotovili, da bi bila prepoved trgovanja Megari z uspešnim atenskim imperijem katastrofalna za Megarce, zato so sankcije obravnavali kot prispevanje k vojna. Zgodovinarji, ki odgovornost za vojno pripisujejo Atenam, navajajo ta dogodek kot glavni vzrok.
Na zahtevo Korinta so Špartanci leta 432 pr. n. št. v Šparto poklicali člane Peloponeške lige, zlasti tiste, ki so imeli težave z Atenami, da bi se pritožili špartanski skupščini. Te razprave se je udeležila tudi nepovabljena delegacija iz Aten, ki je prav tako prosila za besedo in postala prizorišče razprave med Atenci in Korintčani. Tukidid poroča, da so Korintčani obsodili Šparte nedejavnost do takrat in opozorili Šparto, da bo, če bo ostala pasivna, kmalu obkrožena in brez zaveznikov. V odgovor so Atenci spomnili Špartance na vojaški uspeh Aten in nasprotovanje Perziji, jih posvarili pred soočenjem s tako močno državo in spodbudili Šparto, naj zahteva arbitražo, kot je predvideno s tridesetletnim mirom. Proti vojni je nastopil špartanski kralj Arhidam II., vendar je v špartanski ekleziji (skupščina državljanov) prevladalo mnenje jastrebovega eforja Stenelaida. Večina špartanske skupščine je glasovala za razglasitev, da so Atenci prekršili mir, s čimer so v bistvu napovedali vojno.

## Arhidamova vojna (431–421 pr. n. št.)
Prva leta vojne so znana kot Arhidamova vojna (431–421 pr. n. št.), po špartanskem kralju Arhidamu II. Tebanci so prvi napadli atensko postojanko pri Platejah 4. aprila 431 pr. n. št..
Šparta in njeni zavezniki, razen Korinta, so bili skoraj izključno na kopnem in so lahko sklicali veliko vojsko, ki je bila skoraj nepremagljiva (zahvaljujoč legendarnim špartanskim silam). Atenski imperij, čeprav s sedežem na polotoku Atika, se je razprostiralo po otokih Egejskega morja; Atene so svoje neizmerno bogastvo črpale iz davka, ki so ga plačevali ti otoki. Atene so ohranile svoj imperij s pomorsko močjo. Tako obe sili nista bili sposobni izbojevati odločilnih bitk.
Špartanska strategija med Arhidamovo vojno je bila napad na ozemlje okoli Aten. Medtem ko je ta invazija Atence prikrajšala za produktivno zemljo okoli mesta, so Atene ohranile dostop do morja in niso veliko trpele. Številni državljani Atike so zapustili svoje kmetije in se preselili znotraj Dolgega obzidja, ki je povezovalo Atene s pristaniščem Pirej. Ob koncu prvega leta vojne je imel Periklej svoj znameniti pogrebni govor (431 pr. n. št.).
Špartanci so zavzeli tudi Atiko le za tri tedne naenkrat; v tradiciji prejšnjega hoplitskega vojskovanja se je pričakovalo, da bodo vojaki odšli domov, da bi sodelovali pri žetvi. Poleg tega je bilo treba imeti špartanske sužnje, znane kot heloti, pod nadzorom in jih ni bilo mogoče dolgo pustiti brez nadzora. Najdaljša špartanska invazija leta 430 pr. n. št. je trajala le 40 dni.
Atensko strategijo je sprva vodil strateg ali general Periklej, ki je Atencem svetoval, naj se izogibajo odprtemu boju z veliko številčnejšimi in bolje izurjenimi špartanskimi hopliti ter se namesto tega zanašajo na floto. Atenska flota, prevladujoča grška pomorska sila, je prešla v ofenzivo in zmagala pri Naupaktu. Leta 430 pred našim štetjem je Atene prizadel izbruh kuge. Kuga je pustošila po gosto naseljenem mestu in je bila dolgoročno pomemben vzrok njegovega dokončnega poraza. Kuga je izbrisala več kot 30.000 državljanov, mornarjev in vojakov, vključno s Periklejem in njegovimi sinovi. Umrlo je približno ena tretjina do dve tretjini atenskega prebivalstva. Atenska delovna sila se je ustrezno drastično zmanjšala in celo tuji plačanci se niso hoteli zaposliti v mestu, ki ga je prežela kuga. Strah pred kugo je bil tako razširjen, da je bila špartanska invazija na Atiko opuščena, saj njihove čete niso bile pripravljene tvegati stika z obolelim sovražnikom.
Po Periklejevi smrti so se Atenci nekoliko obrnili proti konzervativni, obrambni strategiji in k bolj agresivni strategiji, da bi vojno pripeljali do Šparte in njenih zaveznikov. V tem času je v atenski demokraciji postal še posebej pomemben Kleon, vodja atenske demokracije. Atenci, ki jih je vojaško vodil novi pametni general Demosten (ne smemo zamenjevati s kasnejšim atenskim govornikom Demostenom), so dosegli nekaj uspehov, ko so nadaljevali svoje pomorske napade na Peloponez. Atene so svoje vojaške dejavnosti razširile na Beocijo in Etolijo, zadušile mitilenejski upor in začele utrjevati postojanke okoli Peloponeza. Ena od teh postojank je bila blizu Pilosa na majhnem otoku, imenovanem Sfakteria, kjer se je prva vojna obrnila v prid Aten. Pošta pred Pilosom je izkoristila odvisnost Šparte od helotov, sužnjev, ki so obdelovali polja, medtem ko so se njeni državljani urili za vojake. Pilos je začel privabljati helotske begunce. Poleg tega je strah pred uporom helotov, ki so jih opogumili bližnji Atenci, spodbudil Špartance, da so napadli postojanko. Demosten je v bitki pri Pilosu leta 425 pr. n. št. ugnal Špartance in ujel skupino špartanskih vojakov na Sfakteriji, ko je čakal, da se predajo. Toda nekaj tednov kasneje se je izkazalo, da jih ne more dočakati. Namesto tega se je neizkušeni Kleon v skupščini hvalil, da bi lahko končal afero, in res dosegel veliko zmago v bitki pri Sfacteriji. V šokantnem razpletu dogodkov se je 300 špartanskih hoplitov, ki so jih obkolile atenske sile, predalo. Špartanska podoba nepremagljivosti je bila močno poškodovala. Atenci so zaprli sfakterske talce v Atenah in se odločili, da bodo usmrtili ujete Špartance, če bo peloponeška vojska ponovno vdrla v Atiko.
Po teh bitkah je špartanski general Brazid zbral vojsko zaveznikov in helotov ter prekoračil po vsej Grčiji do atenske kolonije Amfipolis v Trakiji. Amfipolis je nadzoroval več bližnjih rudnikov srebra, ki so oskrbovali velik del atenskega vojnega sklada. Sila, ki jo je vodil Tukidid, je bila poslana, vendar je prispela prepozno, da bi preprečila Brazidu pri zavzetju Amfipolisa; Tukidid je bil zaradi tega izgnan in posledično je imel pogovore z obema stranema vojne, kar ga je navdihnilo, da zapiše njeno zgodovino. Oba, Brazid in Kleon, sta bila ubita v prizadevanjih Aten, da ponovno zavzamejo Amfipolis (Bitka pri Amfipolu). Špartanci in Atenci so se dogovorili, da bodo talce zamenjali za mesta, ki jih je zavzel Brazid in podpisali premirje.

## Nikijev mir (421 pr. n. št.)
S smrtjo Kleona in Brazida, obeh vnetih vojnih jastrebov za svoje narode, je Nikijev mir trajal šest let. Vendar je bil to čas nenehnih spopadov na in okoli Peloponeza. Medtem ko so se Špartanci sami vzdržali ukrepanja, so nekateri njihovi zavezniki začeli govoriti o uporu. Pri tem jih je podpiral Argos, močna peloponeška država, ki je ostala neodvisna od Lakedemona. S podporo Atencev so Argovci skovali koalicijo demokratičnih držav na Peloponezu, vključno z močnima državama Mantinejo in Elido. Zgodnji špartanski poskusi, da bi razbili koalicijo, so propadli in vodstvo špartanskega kralja Agisa je bilo postavljeno pod vprašaj. Opogumljeni so Argovci in njihovi zavezniki ob podpori majhne atenske sile pod vodstvom Alkibiada zasedli mesto Tegea blizu Šparte.
Bitka pri Mantineji je bila največja kopenska bitka v Grčiji med peloponeško vojno. Lakedemonci so se s svojimi sosedi Tegejci soočili z združenimi vojskami Argosa, Aten, Mantineje in Arkadije. V bitki je zavezniška koalicija dosegla prve uspehe, vendar jih ni uspela izkoristiti, kar je špartanskim elitnim silam omogočilo, da so jih premagale. Rezultat je bila popolna zmaga Špartancev, ki so svoje mesto rešili z roba strateškega poraza. Demokratično zavezništvo je razpadlo, večina njegovih članov pa je bila ponovno vključena v Peloponeško zvezo. Z zmago pri Mantineji se je Šparta umaknila z roba popolnega poraza in ponovno vzpostavila svojo hegemonijo po vsem Peloponezu.
Poleti 416 pr. n. št. so med premirjem s Šparto Atene napadle nevtralni otok Melos in zahtevale, da se Melos poveže z njimi proti Šparti ali pa bo uničen. Melijci so to zavrnili, zato je atenska vojska oblegala njihovo mesto in ga na koncu pozimi zavzela. Po padcu mesta so Atenci usmrtili vse odrasle moške, ženske in otroke pa prodali v suženjstvo.

## Sicilijanska odprava (415–413 pr. n. št.)
V 17. letu vojne je v Atene prišla novica, da je eden od njihovih daljnih zaveznikov na Siciliji napaden iz Sirakuz, glavnega mesta Sicilije. Prebivalci Sirakuz so bili etnično Dorci (tako kot Špartanci), medtem ko so bili Atenci in njihovi zavezniki na Siciliji Jonci.
Atenci so se čutili dolžne pomagati svojemu zavezniku. Imeli so tudi vizije, ki jih je podprl Alkibiad, ki je nazadnje vodil odpravo, o osvojitvi celotne Sicilije. Sirakuze niso bile veliko manjše od Aten in osvojitev celotne Sicilije bi Atenam prinesla ogromne vire. V zadnjih pripravah na odhod so neznane osebe pohabile herme (verske kipe) v Atenah, Alkibiad pa je bil obtožen verskih zločinov. Alkibiad je zahteval, da mu nemudoma sodijo, da bi se lahko branil pred ekspedicijo. Vendar pa so Atenci dovolili Alkibiadu, da je šel na pohod, ne da bi mu sodili (mnogi so verjeli, da bi bolje spletkarili proti njemu). Po prihodu na Sicilijo je bil Alkibiad odpoklican v Atene na sojenje. Ker se je bal, da bi bil neupravičeno obsojen, je Alkibiad prebegnil v Šparto in Nikija je bil imenovan za vodjo misije. Po njegovem prebegu je Alkibiad Špartanom trdil, da nameravajo Atenci uporabiti Sicilijo kot odskočno desko za osvojitev celotne Italije in Kartagine ter uporabiti sredstva in vojake iz teh novih osvajanj za osvojitev Peloponeza.
Atensko vojsko je sestavljalo več kot 100 ladij ter približno 5000 pehote in lahkih oklepnikov. Konjenica je bila omejena na okoli 30 konjev, kar se je izkazalo, da ni kos veliki in visoko izurjeni sirakuški konjenici. Po izkrcanju na Siciliji se je več mest takoj pridružilo atenski stvari. Toda namesto da bi napadel, je Nikij odlašal in sezona kampanje leta 415 pr. n. št. se je končala tako, da so bile Sirakuze komaj poškodovane. Ko se je bližala zima, so se Atenci umaknili v svoje prostore in zimo preživeli v zbiranju zaveznikov. Zamuda je omogočila Sirakuzam, da so zaprosile za pomoč Šparto, ki je na Sicilijo poslala svojega generala Gilipa z okrepitvami. Ob prihodu je zbral enote iz več sicilijanskih mest in odšel na pomoč Sirakuzam. Prevzel je poveljstvo nad sirakuškimi četami in v nizu bitk porazil atenske sile ter jim preprečil vdor v mesto.
Nikij je nato poslal sporočilo v Atene in prosil za okrepitve. Izbran je bil Demosten, ki je vodil drugo floto na Sicilijo in združil svoje sile z Nikijevimi. Sledilo je več bitk in ponovno so Sirakužani in njihovi zavezniki premagali Atence. Demosten se je zavzemal za umik v Atene, vendar je Nikij to najprej zavrnil. Po dodatnih neuspehih se je zdelo, da se Nikij strinja z umikom, dokler slabo znamenje v obliki luninega mrka ni odložilo umika. Zamuda je bila draga in je Atence prisilila v veliko pomorsko bitko v velikem pristanišču Sirakuze. Atenci so bili temeljito poraženi. Nikij in Demosten sta svoje preostale sile odpravila v notranjost države v iskanju prijateljskih zaveznikov. Sirakuška konjenica jih je neusmiljeno jezdila in na koncu pobila ali zasužnjila vse, ki so ostali od mogočne atenske flote.

## Druga vojna (413–404 pr. n. št.)
Lakedemonci se niso zadovoljili le s pošiljanjem pomoči na Sicilijo; prav tako so se odločili, da vojno prevzamejo Atenci. Po Alkibiadovem nasvetu so utrdili Decelejo blizu Aten in Atencem preprečili, da bi vse leto uporabljali njihovo ozemlje. Utrdba Deceleje je preprečila oskrbo Aten po kopnem in je morala vse zaloge pripeljati po morju z višjimi stroški. Še pomembneje je, da so bili bližnji rudniki srebra popolnoma uničeni, saj so špartanski hopliti v Deceleji osvobodili kar 20.000 atenskih sužnjev. Ker je zakladnica in rezerva za nujne primere 1000 talentov vse manjša, so bili Atenci prisiljeni zahtevati še več davka od njenih podložnih zaveznikov, kar je še povečalo napetosti in grožnjo upora v imperiju.
Korint, Šparta in drugi v Peloponeški zvezi so poslali dodatne okrepitve v Sirakuze, da bi pregnali Atence; a namesto da bi se umaknili, so Atenci na Sicilijo poslali še sto ladij in dodatnih 5000 vojakov. Pod Gilipom so Sirakužani in njihovi zavezniki odločilno premagali Atence na kopnem; in Gilip je spodbudil Sirakužane, da so zgradili mornarico, ki je porazila atensko floto, ko se je ta poskušala umakniti. Atenska vojska se je poskušala umakniti po kopnem v prijaznejša sicilijanska mesta, vendar je bila razdeljena in poražena. Celotna atenska flota je bila uničena, skoraj celotna atenska vojska pa prodana v suženjstvo.
Po porazu Atencev na Siciliji je bilo splošno prepričanje, da se bliža konec atenskega cesarstva. Atenska zakladnica je bila skoraj prazna, njeni doki so bili izčrpani in veliko atenske mladine je bilo mrtvih ali zaprtih v tuji deželi.

### Atene si opomorejo
Po uničenju sicilijske ekspedicije je Lacedaemon spodbudil upor zaveznikov Aten, ki so bili tributarji, in res se je velik del Jonije dvignil v upor. Sirakužani so poslali svoje ladjevje Peloponežanom, Perzijci pa so se odločili, da bodo Špartance podprli z denarjem in ladjami. V samih Atenah so grozili upor.
Atencem je uspelo preživeti iz več razlogov. Prvič, njihovim sovražnikom je manjkalo pobude. Korint in Sirakuze sta počasi pripeljala svoje flote v Egejsko morje, drugi Špartini zavezniki pa so prav tako počasi dobavljali vojake ali ladje. Jonske države, ki so se uprle, so pričakovale zaščito in mnoge so se ponovno pridružile atenski strani. Perzijci so počasi pošiljali obljubljena sredstva in ladje, kar je uničilo bojne načrte.
Ob začetku vojne so Atenci preudarno dali na stran nekaj denarja in 100 ladij, ki naj bi jih uporabili le v skrajnem primeru.
Te ladje so bile nato izpuščene in so služile kot jedro atenske flote do konca vojne. V Atenah je prišlo do oligarhične revolucije, v kateri je oblast prevzela skupina 400 ljudi. Mir s Šparto bi morda bil mogoč, vendar je atensko ladjevje, ki je bilo zdaj na otoku Samos, zavrnilo spremembo. Leta 411 pred našim štetjem se je ta flota spopadla s Špartanci v bitki pri Simu. Flota je Alkibiada imenovala za svojega vodjo in nadaljevala vojno v imenu Aten. Njihovo nasprotovanje je v dveh letih pripeljalo do ponovne vzpostavitve demokratične vlade v Atenah.
Čeprav je bil Alkibiad obsojen kot izdajalec, je imel v Atenah še vedno težo. Atenskemu ladjevju je preprečil napad na Atene; namesto tega je s subtilnejšim pritiskom pomagal obnoviti demokracijo. Prav tako je prepričal atensko floto, da je napadla Špartance v bitki pri Kiziku leta 410 pr. n. št.. V bitki so Atenci uničili špartansko floto in uspeli ponovno vzpostaviti finančno osnovo atenskega imperija.
Med letoma 410 in 406 so Atene nizale nepretrgane zmage in si na koncu povrnile velike dele svojega imperija. Za vse to je bil v veliki meri zaslužen Alkibiad.

### Ahemenidova podpora Šparti (414–404 pr. n. št.)
Od leta 414 pr. n. št. je Darej II., vladar Ahemenidskega cesarstva, začel jeziti naraščajočo moč Aten v Egejskem morju. Dal je svojemu satrapu Tisafernu skleniti zavezništvo s Šparto proti Atenam. Leta 412 pr. n. št. je to privedlo do perzijske ponovne osvojitve večine Jonije. Tisafern je prav tako pomagal financirati peloponeško floto.
Ko se je leta 408 pr. n. št. soočil s ponovnim vzponom Aten, se je Darej II. odločil nadaljevati vojno proti Atenam in okrepiti podporo Špartancem. Poslal je svojega sina Kira mlajšega v Malo Azijo kot satrapa Lidije, Velike Frigije in Kapadokije ter glavnega poveljnika (Karanos, κἀρανος) perzijskih čet. Tam se je Kir povezal s špartanskim generalom Lizandrom. V njem je Kir našel človeka, ki mu je bil pripravljen pomagati, da postane kralj, tako kot je sam Lizander upal, da bo s pomočjo perzijskega princa postal absolutni vladar Grčije. Tako je Kir v peloponeški vojni Lizandru dal na razpolago vsa svoja sredstva. Ko je Kira njegov umirajoči oče Darij odpoklical v Suzo, je Lizandru dal prihodke od vseh svojih mest v Mali Aziji.
Kir Mlajši bo pozneje v zameno dobil podporo Špartancev, potem ko jih je prosil, »naj se mu izkažejo kot dobri prijatelji, kot jim je bil med njihovo vojno proti Atenam«, ko je leta 401 pr. n. št. vodil svojo ekspedicijo v Suzo, da bi strmoglavil svojega brata Artakserksa II.

## Atenski poraz
Frakcija, sovražna do Alkibiada, je zmagala v Atenah po manjši špartanski zmagi njihovega spretnega generala Lizandra v pomorski bitki pri Notiumu leta 406 pr. n. št. Alkibiada Atenci niso ponovno izvolili za generala in se je sam izgnal iz mesta. Nikoli več ne bo vodil Atenčanov v boj. Atene so zmagale v pomorski bitki pri Arginusu. Špartansko ladjevje pod Kalikratidom je izgubilo 70 ladij, Atenci pa 25 ladij. Toda zaradi slabega vremena Atenci niso mogli rešiti svoje obtičale posadke ali pokončati špartanske flote. Kljub njihovi zmagi so ti neuspehi povzročili ogorčenje v Atenah in pripeljali do kontroverznega sojenja. Sojenje se je končalo z usmrtitvijo šestih najvišjih poveljnikov atenske mornarice. Pomorska premoč Aten bi bila zdaj izzvana brez nekaterih najsposobnejših vojaških voditeljev in demoralizirane mornarice.
Za razliko od nekaterih svojih predhodnikov novi špartanski general Lizander ni bil član špartanskih kraljevih družin in je bil tudi izjemen v pomorski strategiji; bil je spreten diplomat, ki je celo gojil dobre osebne odnose z ahemenidskim princem Kirom mlajšim, sinom cesarja Dareja II. Špartansko ladjevje je izkoristilo priložnost in nemudoma odplulo do Dardanel, izvora atenskega žita. Atensko ladjevje, ki mu je grozila lakota, ni imelo druge izbire, kot da mu je sledilo. Z zvito strategijo je Lizander leta 405 pr. n. št. v bitki pri Ajgospotamih popolnoma premagal atensko floto in uničil 168 ladij. Samo 12 atenskih ladij je pobegnilo in več od teh je odplulo na Ciper s strategom (generalom) Kononom, ki je želel, da se ne sooči s sodbo skupščine.
Atene so se zaradi dolgotrajnega obleganja soočile z lakoto in boleznimi, zato so se 25. aprila 404 pr. n. št. predale, kmalu pa so se predali tudi njihovi zavezniki. Demokrati na Samosu, zvesti do zadnjega, so zdržali nekoliko dlje in jim je bilo dovoljeno, da so pobegnili. S predajo so Atene izgubile svoje obzidje, floto in vse svoje čezmorske posesti. Korint in Tebe so zahtevale, da se Atene uničijo in vsi njihovi državljani zasužnjijo. Vendar pa so Špartanci napovedali, da nočejo uničiti mesta, ki je dobro služilo v času največje nevarnosti za Grčijo, in vzeli Atene v svoj sistem. Atene naj bi »imele iste prijatelje in sovražnike« kot Šparta.

## Posledice
Splošni učinek vojne v Grčiji je bil zamenjava atenskega imperija s špartanskim. Po bitki pri Ajgospotamih je Šparta prevzela atenski imperij in zadržala vse prihodke od davkov zase; Špartini zavezniki, ki so v vojni dali večje žrtve kot Šparta, niso dobili ničesar.
Za kratek čas je Atenam vladalo trideset tiranov, reakcionarni režim, ki ga je vzpostavila Šparta. Leta 403 pr. n. št. so bili oligarhi strmoglavljeni in Trasibul je obnovil demokracijo.
Čeprav je bila hegemonija Aten prekinjena, je atiško mesto v korintski vojni dokončalo ponovno vzpostavitev svoje avtonomije in še naprej igralo aktivno vlogo v grški politiki. Šparto so kasneje premagale Tebe v bitki pri Leuktri leta 371 pr. . št. Nekaj desetletij pozneje se je rivalstvo med Atenami in Šparto končalo, ko je Makedonija postala najmočnejša entiteta v Grčiji in je Filip II. Makedonski združil ves grški svet razen Šparte, ki jo je pozneje leta 331 pr. n. št. podjarmil Filipov sin Aleksander.
Simbolično mirovno pogodbo so podpisali župani sodobnih Aten in Šparte 12. marca 1996, več kot 2500 let po koncu vojne.

## Splošne in citirane reference

### Klasični avtorji
- Aristofan, Lizistrata
- Diodor Sicilski, Bibliotheca historica
- Herodot, Zgodovine
- Plutarh, Vzporedna življenja, Moralia
- Tukidid, Zgodovina peloponeške vojne
- Ksenofont, Hellenica
- Plutarh, Vzporedna življenja (Periklej, Alkibiad, Lizander)

### Modern authors
- Bagnall, Nigel. The Peloponnesian War: Athens, Sparta, And The Struggle For Greece. New York: Thomas Dunne Books, 2006 (hardcover, ISBN 0-312-34215-2).
- George Cawkwell. Thucydides and the Peloponnesian War. London: Routledge, 1997 (hardcover, ISBN 0-415-16430-3; paperback, ISBN 0-415-16552-0).
- Hanson, Victor Davis. A War Like No Other: How the Athenians and Spartans Fought the Peloponnesian War. New York: Random House, 2005 (hardcover, ISBN 1-4000-6095-8); New York: Random House, 2006 (paperback, ISBN 0-8129-6970-7).
- Heftner, Herbert. Der oligarchische Umsturz des Jahres 411 v. Chr. und die Herrschaft der Vierhundert in Athen: Quellenkritische und historische Untersuchungen. Frankfurt am Main: Peter Lang, 2001 (ISBN 3-631-37970-6).
- Hutchinson, Godfrey. Attrition: Aspects of Command in the Peloponnesian War. Stroud, Gloucestershire, UK: Tempus Publishing, 2006 (hardcover, ISBN 1-86227-323-5).
- Donald Kagan:
  - The Outbreak of the Peloponnesian War. Ithaca, NY: Cornell University Press, 1969 (hardcover, ISBN 0-8014-0501-7); 1989 (paperback, ISBN 0-8014-9556-3).
  - The Archidamian War. Ithaca, NY: Cornell University Press, 1974 (hardcover, ISBN 0-8014-0889-X); 1990 (paperback, ISBN 0-8014-9714-0).
  - The Peace of Nicias and the Sicilian Expedition. Ithaca, NY: Cornell University Press, 1981 (hardcover, ISBN 0-8014-1367-2); 1991 (paperback, ISBN 0-8014-9940-2).
  - The Fall of the Athenian Empire. Ithaca, NY: Cornell University Press, 1987 (hardcover, ISBN 0-8014-1935-2); 1991 (paperback, ISBN 0-8014-9984-4).
  - The Peloponnesian War. New York: Viking, 2003 (hardcover, ISBN 0-670-03211-5); New York: Penguin, 2004 (paperback, ISBN 0-14-200437-5); a one-volume version of his earlier tetralogy.
- Kallet, Lisa. Money and the Corrosion of Power in Thucydides: The Sicilian Expedition and its Aftermath. Berkeley: University of California Press, 2001 (hardcover, ISBN 0-520-22984-3).
- Kirshner, Jonathan. 2018. "Handle Him with Care: The Importance of Getting Thucydides Right". Security Studies.
- Krentz, Peter. The Thirty at Athens. Ithaca, NY: Cornell University Press, 1982 (hardcover, ISBN 0-8014-1450-4).
- Morley, Neville (13. september 2021). »Thucydides Legacy in Grand Strategy«.  V Balzacq, Thierry; Krebs, Ronald R. (ur.). The Oxford Handbook of Grand Strategy (v angleščini). Oxford University Press. str. 41–56. ISBN 978-0-19-257662-0.
- G. E. M. de Ste. Croix, The Origins of the Peloponnesian War, London, Duckworth, 1972. ISBN 0-7156-0640-9
- The Landmark Thucydides: A Comprehensive Guide to the Peloponnesian War, edited by Robert B. Strassler. New York: The Free Press, 1996 (hardcover, ISBN 0-684-82815-4); 1998 (paperback, ISBN 0-684-82790-5).
- Roberts, Jennifer T. The Plague of War: Athens, Sparta, and the Struggle for Ancient Greece. Oxford: Oxford University Press, 2017 (hardcover, ISBN 978-0-19-999664-3